# Wellenvektor
Der Wellenvektor oder auch Wellenzahlvektor {\displaystyle {\vec {k}}} ist in der Physik ein Vektor, der senkrecht auf der Wellenfront einer Welle steht und dessen Betrag {\displaystyle {\frac {2\pi }{\lambda }}} ist, wobei {\displaystyle \lambda } die Wellenlänge ist. Die Maßeinheit der Komponenten ist 1/m. In den meisten Fällen gibt er die Ausbreitungsrichtung der Welle an, jedoch kann die Richtung des Poynting-Vektors für den Energiefluss bei elektromagnetischen Wellen in bestimmten Medien vom Wellenvektor abweichen.

## Beschreibung
Eine ebene Welle, die sich in {\displaystyle {\vec {k}}}-Richtung ausbreitet, lässt sich schreiben als:
{\displaystyle \psi ({\vec {r}},t)=A\cdot \mathrm {e} ^{\mathrm {i} ({\vec {k}}\cdot {\vec {r}}-\omega t)}}
mit
- Amplitude {\displaystyle A},
- eulerscher Zahl {\displaystyle \mathrm {e} },
- imaginärer Einheit {\displaystyle \mathrm {i} },
- Ortsvektor {\displaystyle {\vec {r}}},
- Kreisfrequenz {\displaystyle \omega },
- Zeit {\displaystyle t}.

Mit den Komponenten in {\displaystyle x}-, {\displaystyle y}- und {\displaystyle z}-Richtung
{\displaystyle {\vec {k}}=(k_{x},k_{y},k_{z})}
zeigt der Wellenvektor im 3-dimensionalen {\displaystyle k}-Raum, auch reziproker Raum genannt, in eine bestimmte Richtung.
Der Betrag des Wellenvektors ist die Kreiswellenzahl {\displaystyle k}, daher auch die Bezeichnung Wellenzahlvektor:
{\displaystyle k=|{\vec {k}}|={\frac {\omega }{c}}={\frac {2\pi }{\lambda }},}
wobei
- {\displaystyle c} die Phasengeschwindigkeit und
- {\displaystyle \lambda } die Wellenlänge ist.

## Wellenvektor und Quantenzahlen
Ohne weitere Randbedingungen, etwa im Vakuum, kann der Wellenvektor eines Teilchens kontinuierlich jeden Betrag und jede Ausrichtung annehmen. Unter bestimmten Umständen ist der Wellenvektor jedoch eine quantisierte Größe.
Die Beschränkung von Teilchen auf einen endlichen Raum, beispielsweise in einem Potentialtopf, oder das Gitter eines Festkörpers, führt dazu, dass der stationäre Zustand des Systems nur diskrete Werte annehmen kann. In diesem Fall ist der Wellenvektor quantisiert, auch wenn er streng genommen keine Quantenzahlen darstellt. Der Wellenvektor ist vielmehr eine Funktion von Quantenzahlen, bzw. seine möglichen Werte können durch Quantenzahlen abgezählt werden. Dies ist in Analogie zu den Eigenenergien eines quantenmechanischen Problems mit einem diskreten Spektrum {\displaystyle E_{n}} zu sehen: der Index {\displaystyle n} der diskreten Energie ist die Quantenzahl, nicht jedoch die Energie selbst.
Beispiel: Für die Lösungen der Schrödingergleichung eines dreidimensionalen, unendlich hohen Potentialtopfs der Kantenlängen {\displaystyle a} gilt
{\displaystyle \Psi _{n_{x},n_{y},n_{z}}(x,y,z)\;=\;A\,\sin \left(k_{x}\,x\right)\,\sin \left(k_{y}\,y\right)\,\sin \left(k_{z}\,z\right)}
mit der Amplitude {\displaystyle A} und der Abkürzung 
{\displaystyle k_{i}={\frac {n_{i}\,\pi }{a}}}.
Dabei ist {\displaystyle n_{i}} eine nichtnegative ganze Zahl und der Index {\displaystyle i} kann die Werte {\displaystyle x}, {\displaystyle y}, oder {\displaystyle z} annehmen.
Die stationären Zustände des Teilchens, sind also durch die Quantenzahlen {\displaystyle n_{x}}, {\displaystyle n_{y}} und {\displaystyle n_{z}} charakterisiert. Anstatt einen Zustand durch dieses Zahlentripel zu benennen, kann auch der Wellenvektor {\displaystyle {\vec {k}}=(k_{x},k_{y},k_{z})} verwendet werden. Jedoch darf der Wellenvektor oder einer seiner Komponenten nicht als Quantenzahl bezeichnet werden, weil er zum einen dimensionsbehaftet und zum anderen durch reelle Zahlen dargestellt ist.
Bei einem Potentialtopf mit {\displaystyle N} Teilchen ergeben sich {\displaystyle N} Vektoren im reziproken Raum. Wenn es sich um Fermionen handelt, gibt es pro Wellenvektor nur eine begrenzte Anzahl von stationären Zuständen. Deren Anzahl ergibt sich aus dem Betrag des Spins der betrachteten Teilchen. Elektronen sind Teilchen, bei denen der Betrag des Spins den Wert {\displaystyle 1/2} hat. Ein solcher Spin kann in Bezug auf eine Quantisierungsachse nur zwei Ausrichtungen annehmen. Daher kann im Potentialtopf jeder Wellenvektor von maximal zwei Elektronen angenommen werden.

## Wellenvektor und Impuls
Bei Photonen sowie bei Materiewellen (De-Broglie-Relation) ist der vektorielle Impuls {\displaystyle {\vec {p}}} proportional zum Wellenvektor, mit der reduzierten Planck-Konstante {\displaystyle \hbar } als Proportionalitätsfaktor:
{\displaystyle {\vec {p}}=\hbar {\vec {k}}}